# Criquet als Jocs Olímpics d'estiu de 1900
Als Jocs Olímpics d'Estiu de 1900 es disputà una competició de criquet.

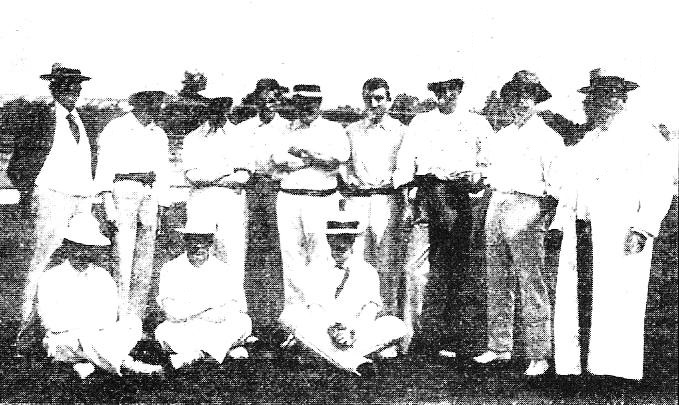
L'equip francès que participà en la competició de criquet

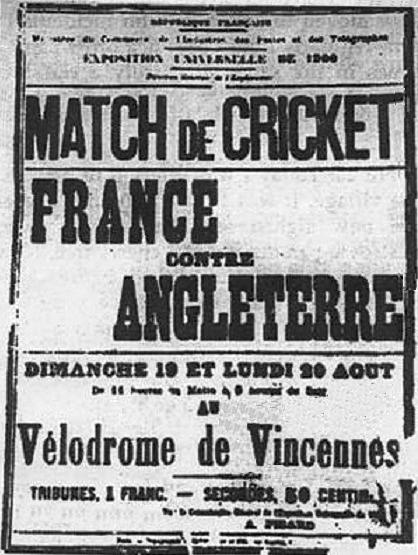
Pòster anunciant el partit olímpic de criquet

Inicialment havien de participar 4 equips, però Bèlgica i Holanda abandonaren la competició i finalment el torneig es reduí a un partit Gran Bretanya - França. Els britànics participaren amb el club Devon & Somerset Wanderers i França amb una selecció formada, bàsicament, per britànics residents a la ciutat de París. El partit es jugà amb 12 jugadors per banda, en lloc dels habituals 11 els dies 19 i 20 d'agost. Els anglesos venceren fàcilment. Aquests van rebre unes medalles de plata de premi, mentre que els francesos en van rebre de bronze.
Cal destacar que en aquell moment cap dels participants sabia que competia en els Jocs Olímpics. No fou fins al 1912 quan el Comitè Olímpic Internacional revisà i establí les proves que avui dia formen part del programa oficial d'aquell esdeveniment. Des d'aleshores, el criquet mai més ha tornat a aparèixer a cap edició més.

## Resum de medalles
| Or                           | Argent                     | Bronze           |
| Devon and Somerset Wanderers | French Athletic Club Union | No n'hi va haver |

## Medaller
| Posició | País       | Or | Argent | Bronze | Total |
| 1       | Regne Unit | 1  | 0      | 0      | 1     |
| 2       | França     | 0  | 1      | 0      | 1     |

## Participants
| Devon and Somerset Wanderers | French Athletic Club Union |
| --- | --- |
| - C.B.K. Beachcroft (capità) - Arthur Birkett - Alfred Bowerman - George Buckley - Francis Burchell - Frederick Christian - Harry Corner - Frederick Cuming - William Donne - Alfred Powlesland - John Symes - Montagu Toller | - William Andersen - William Attrill - J. Braid - W. Browning - Robert Horne - Timothée Jordan - Arthur McEvoy - Douglas Robinson - H. F. Roques - Alfred Schneidau - Henry Terry - Philip Tomalin (capità) |